# White & Case
White & Case ist eine US-amerikanische Wirtschaftskanzlei mit Sitz in New York City. Die im Jahre 1901 gegründete Kanzlei ist weltweit mit 45 Niederlassungen in 31 Ländern vertreten. White & Case gehört zu den zehn weltweit umsatzstärksten Anwaltskanzleien.
In Deutschland beschäftigt White & Case über 210 Berufsträger in den Büros Berlin, Düsseldorf, Frankfurt am Main und Hamburg. Im Geschäftsjahr 2021 betrug der Umsatz in Deutschland 216 Millionen Euro.

## Geschichte
Am 1. Mai 1901 gründeten die beiden Juristen J. DuPratt White und George B. Case im Alter von 31 und 28 Jahren die Kanzlei White & Case. Sie investierten jeweils 250 USD. White hatte in Cornell studiert und Case in Yale sowie an der Columbia. Beide hatten die gleiche Vision einer weltweit agierenden Anwaltskanzlei. In den folgenden Jahrzehnten wuchs die Kanzlei zu einer international agierenden Beratungsfirma mit Büros in 28 Ländern weltweit.
Die Wurzeln der deutschen Niederlassungen von White & Case gehen auf die am 16. April 1858 in Hamburg gegründete Kanzlei Scherzberg & Undritz zurück. Die Sozietät schloss sich mit unterschiedlichen einheimischen Kanzleien vor allem im Laufe der 1990er Jahre schrittweise zur großen überörtlichen Sozietät Feddersen Laule Ewerwahn Scherzberg Finkelnburg Clemm zusammen. Im Jahr 2000 fusionierte Feddersen Laule Ewerwahn Scherzberg Finkelnburg Clemm mit White & Case. Bis zum Jahr 2004 firmierte die Kanzlei in Deutschland unter White & Case, Feddersen.

## White & Case Insolvenz GbR
Die in Deutschland für White & Case tätigen Insolvenzrechtler haben den Bereich der Insolvenzverwaltung auf die White & Case Insolvenz GbR ausgegliedert. Diese ist mit 18 Insolvenzverwaltern auch an Standorten tätig, an denen keine Niederlassungen der Kanzlei bestehen.